# Emma Johansson
Pour les articles homonymes, voir Johansson.
Emma Johansson, née le 23 septembre 1983 à Sollefteå, est une coureuse cycliste suédoise. Elle a remporté la médaille d'argent de la course en ligne des Jeux olympiques de Pékin en 2008 et de Rio en 2016. Elle a également remporté hui fois le championnat de Suède du contre-la-montre et six fois celui sur route. C'est une coureuse très régulière, qui a fini à la première place du classement UCI 2013 et cinq fois sur le podium final de la Coupe du monde.

## Biographie

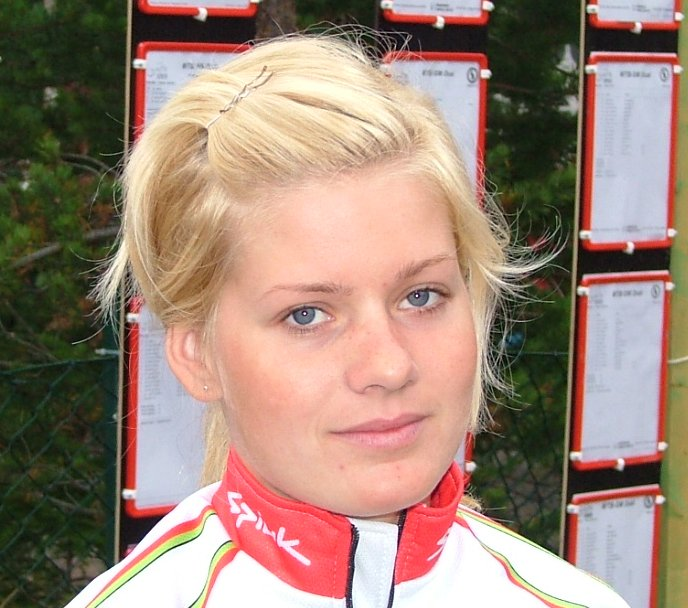
Emma Johansson en 2005

### 2008
En 2008, elle participe au Trophée d'Or féminin. Elle se classe cinquième de la première étape, quatrième de la deuxième, huitième de la troisième et cinquième de la quatrième étape, à chaque fois remportée par Giorgia Bronzini au sprint. La cinquième étape est plus difficile et elle gagne le sprint d'un groupe de six échappée. Elle prend le maillot de leader, l'Italienne ayant crevé dans le final. Elle remporte le lendemain l'épreuve.
Sur la course en ligne des Jeux olympiques, à treize kilomètres de l'arrivée, Emma Johansson suit l'attaque de Tatiana Guderzo et se trouve ainsi dans le groupe de tête avec Nicole Cooke, Christiane Soeder et Linda Villumsen. À l'arrivée, Cooke s'impose dans le sprint en côte devant Johansson. Sur le contre-la-montre, elle termine vingt-et-unième.
Aux championnats du monde, elle suit l'attaque de Marianne Vos et se trouve dans un groupe composé également de sa compatriote Susanne Ljungskog, de Nicole Cooke, Judith Arndt et Trixi Worrack. Après de nombreux démarrages de la Néerlandaise, le titre se dispute au sprint. Emma Johansson termine quatrième.

### 2011
En 2011, sur la deuxième étape du Tour de Thuringe, Emma Johansson prend la bonne échappée s'impose au sprint. L'échappée a pris plus de cinq minutes au peloton et Emma s'empare du maillot de leader de l'épreuve. Elle est troisième de la quatrième étape en remportant le sprint du peloton. Le lendemain, sur le contre-la-montre, Amber Neben prend la tête du classement général pour trois secondes à la Suédoise. Sur la dernière étape, elle reprend neuf seconde et gagne finalement l'épreuve,.
Elle est mariée depuis le 8 janvier 2011 avec l'ancien cycliste norvégien Martin Vestby, qui est alors directeur sportif chez Hitec.

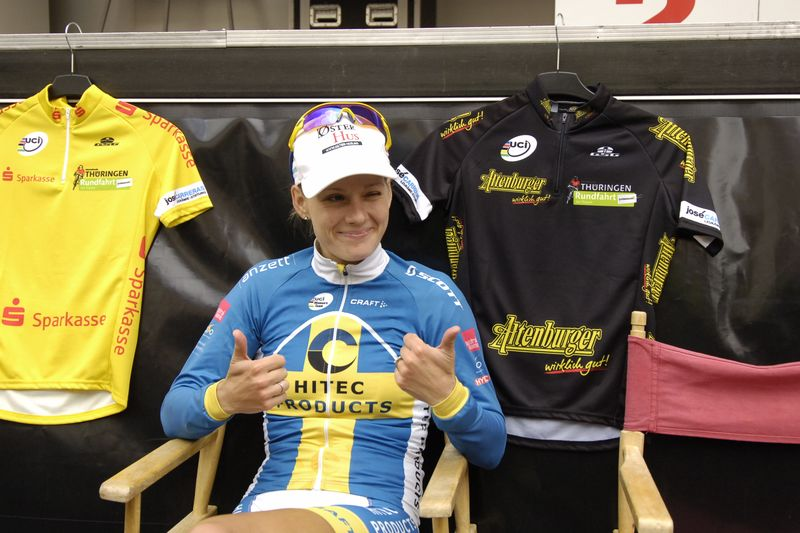
Au Tour de Thuringe 2011

### 2012
En avril 2012, elle se classe deuxième du Grand Prix de Dottignies devancée par Monia Baccaille, puis de nouveau deuxième à Halle-Buizingen derrière Chloe Hosking,. En mai, elle gagne la troisième étape du Tour de Free State avant d'en remporter le classement général.

### 2013
En 2013, elle est troisième du Tour des Flandres au sprint derrière Marianne Vos et Ellen van Dijk. Elle se dit très déçue car elle se sentait la plus forte du groupe. Début juin, elle termine deuxième au sprint de Durango-Durango Emakumeen Saria derrière Marianne Vos. Durant la Emakumeen Euskal Bira qui suit, après une première étape qui se termine au sprint, elle profite de l'orage du lendemain pour s'allier avec Elisa Longo Borghini et distancer la Néerlandaise. Elle gagne l'étape, ainsi que le contre-la-montre de l'étape suivante puis finit encore troisième de l'ultime étape pour s'imposer haut la main sur la course à étapes. Sur le Tour du Trentin, elle est deuxième des deuxième et troisième étapes. Elle n'est cependant que sixième du classement général, l'équipe Orica-AIS n'ayant terminé que sixième du contre-la-montre par équipes inaugural. Au Tour de Thuringe, elle remporte la première étape au sprint. Elle est troisième de l'étape suivante, puis deuxième de la troisième étape. Elle prend la troisième place lors du contre-la-montre la quatrième étape et voit revenir sa coéquipière Shara Gillow à cinq secondes au classement général. Elle remporte encore la cinquième étape. Les deux dernières étapes ne change pas le classement et Emma Johansson s'impose sur le Tour de Thuringe.

### 2014
Sur la course en ligne des championnats du monde, seules Marianne Vos, Lizzie Armitstead et Elisa Longo Borghini parviennent à suivre l'attaque d'Emma Johansson dans la dernière ascension. Elles effectuent la descente ensemble, mais ne coopèrent pas sur le plat. Emma Johansson part mais est prise en chasse par Marianne Vos. Elisa Longo Borghini place un contre, mais la Néerlandaise réagit aussitôt. Les quatre échappées tergiversent au passage de la flamme rouge. Elles sont reprises par le groupe de poursuivantes. Emma Johansson trouve encore de la force pour sprinter et obtient la médaille de bronze.

### 2015

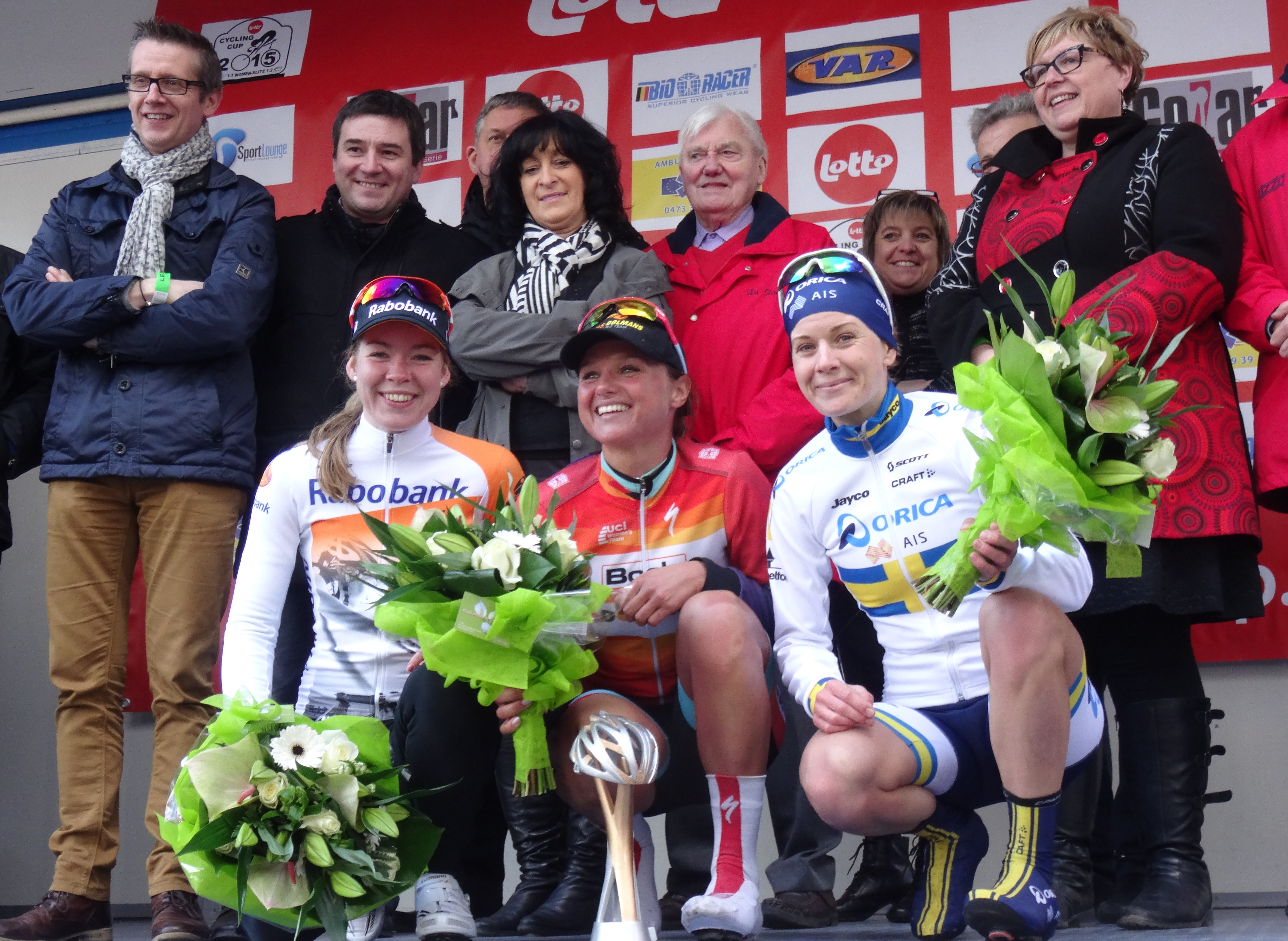
Podium de l'édition 2015 du Samyn des Dames : Anna van der Breggen (2e), Chantal Blaak (1re) et Emma Johansson (3e).

En 2015, au Samyn des Dames, elle part en échappée dans le dernier tour avec Chloe Hosking et Anna van der Breggen notamment et compte jusqu'à une minute dix d'avance. Finalement, elles sont reprises. Emma Johansson prend la troisième place du sprint massif. Durant le Novilon Eurocup, elle chute et se casse la clavicule ce qui doit mettre un terme à sa campagne de classiques printanières. Elle fait cependant son retour seulement trois semaines plus tard pour le Tour des Flandres où elle se classe treizième,.
Elle se classe deuxième de la Boels Rental Hills Classic au sprint. Elle montre une grande forme en Espagne. Elle commence par s'imposer sur Durango-Durango Emakumeen Saria en s'échappant avec Katarzyna Niewiadoma dans la dernière ascension avant de la vaincre au sprint. Sur l'Emakumeen Bira qui suit, elle est deuxième de la première étape devancée  au sprint dans un groupe de quatre coureuses par Megan Guarnier. Elle lève les bras le lendemain après avoir dominé au sprint le groupe de dix athlètes et doublé sur la ligne Annemiek van Vleuten. Elle gagne encore la dernière étape devant Katarzyna Niewiadoma. Au classement général, elle se classe troisième à deux secondes seulement de la Polonaise,.

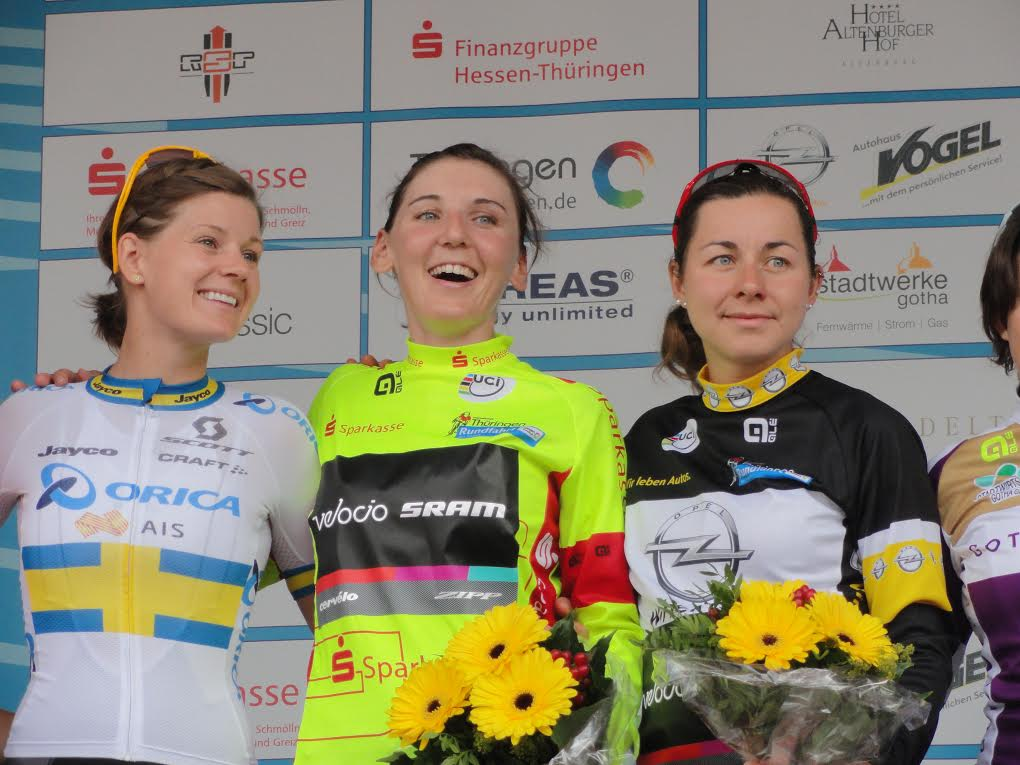
Au Tour de Thuringe 2015

Lors du Tour de Thuringe, sur le contre-la-montre de la troisième étape, Emma Johansson se classe sixième. Elle règle le peloton l'après-midi derrière sa coéquipière Gracie Elvin. Elle est alors quatrième du classement général. Elle est deuxième du sprint le lendemain ce qui lui donne des bonifications. Le matin de la dernière étape très vallonnée, Emma Johansson et Amanda Spratt comptent respectivement trente et trente-deux secondes de retard sur Lisa Brennauer au classement général. Elles les attaques et parviennent à se détacher avec Lauren Stephens et Karol-Ann Canuel. Emma Johansson accélère encore dans le final pour distancer Stephens, seule la Canadienne la suit et avant de la battre au sprint. La Suédoise remporte le Tour de Thuringe ainsi que le classement par points.
En août, elle annonce s'être engagée pour deux ans avec l'équipe Wiggle Honda. Sur la course en ligne l'Open de Suède Vårgårda, Emma Johansson produit plusieurs accélérations mais ne parvient pas à se détacher.  Au Grand-Prix de Plouay, la Suédoise suit les meilleures et se classe deuxième du sprint, battue par Lizzie Armitstead. Au Tour de Belgique, elle termine troisième de la deuxième étape et devient deuxième du classement général une seconde derrière Anna Plichta. Elle est deuxième le lendemain et prend ainsi la tête du classement général. Lors de la dernière étape, elle doit revenir plusieurs fois sur Anna van der Breggen et termine quatrième du sprint ce qui lui permet de s'imposer sur l'épreuve.
Sur l'épreuve en ligne des championnats du monde, elle suit Lizzie Armitstead dans la dernière ascension avant de finir cinquième du sprint.

### 2016

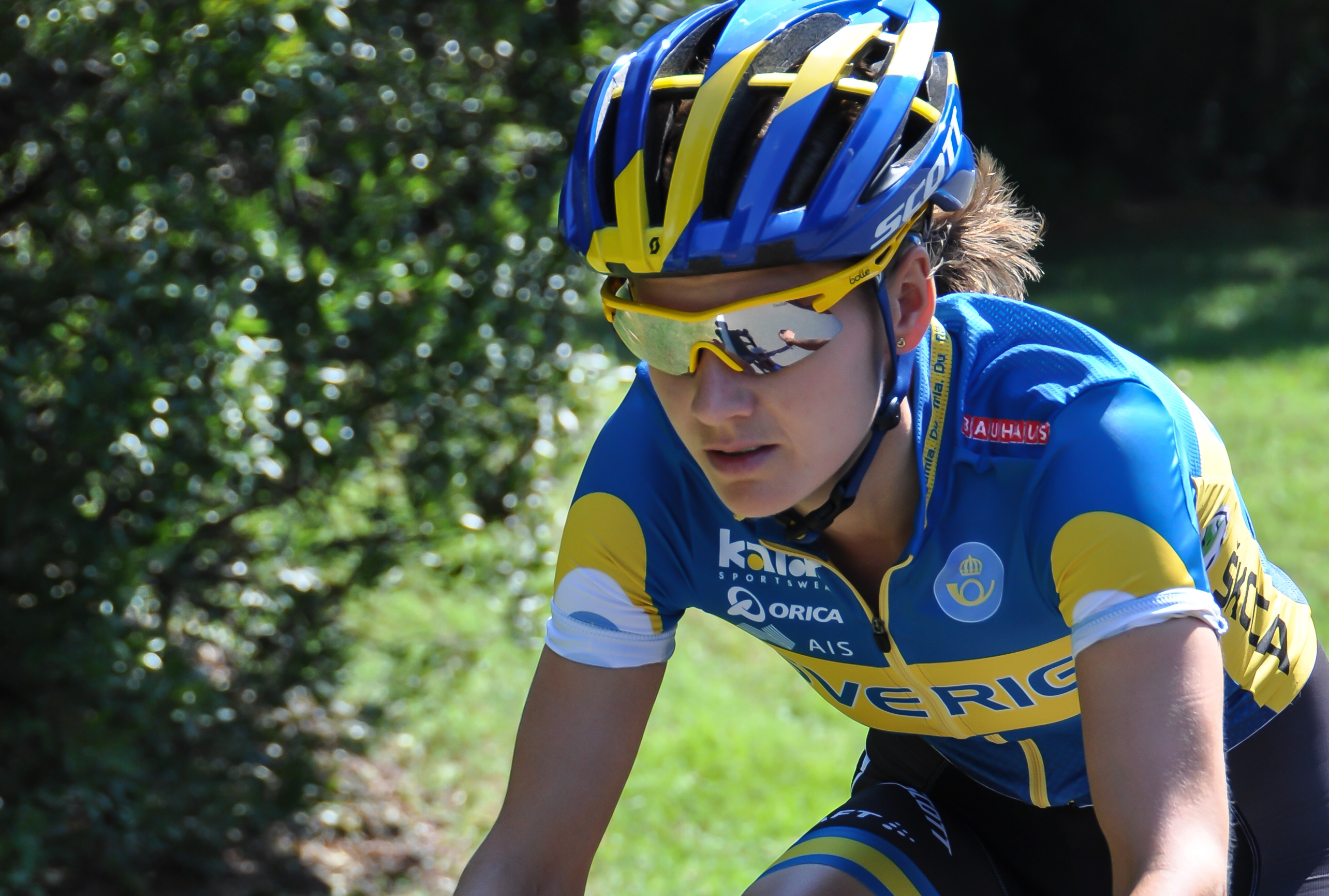
En maillot de l'équipe nationale suédoise en 2015

Au Samyn des Dames, Emma Johansson se trouve dans la bordure d'une vingtaine de coureuses qui se déclenche au bout de trente kilomètres, puis dans le groupe de tête dans les secteurs pavés. Elle produit une accélération dans le final et n'est suivie que par Chantal Blaak. Cette dernière tente plusieurs fois en vain de distancer la Suédoise. Emma Johansson est finalement devancée au sprint par la Néerlandaise,. Aux Strade Bianche, à une trentaine de kilomètres de l'arrivée, Katarzyna Niewiadoma et Lizzie Armitstead se détache. Emma Johansson les rejoint pour représenter son équipe. Dans le final, elle ne peut suivre les deux autres coureuses et termine donc troisième.
Au Tour des Flandres, sur le replat suivant le vieux Quaremont, Emma Johansson place une accélération décisive suivie seulement par Elizabeth Armitstead. La Britannique réalise la majorité des relais jusqu'à l'arrivée où elle devance néanmoins la Suédoise d'une demi-roue. À l'Emakumeen Euskal Bira, après un prologue où se classe quarante-cinquième, Emma Johansson domine la course. Sur la première étape, Carmen Small s'échappe dans la dernière ascension à seize kilomètres de l'arrivée avec la Suédoise qui la devance au sprint. Le lendemain, elle profite du final accidenté de l'étape pour s'imposer en creusant un petit écart sur ses rivales. Elle endosse alors le maillot jaune. Sur la dernière étape, un groupe d'échappée dangereux au classement général se forme sur la fin du parcours. La formation Wiggle High5 doit donc mener la poursuite pour permettre à Emma Johansson et Elisa Longo Borghini de faire le saut vers le groupe. Emma Johansson inscrit finalement son nom au palmarès de l'épreuve. Elle gagne également le classement par points. À la Flèche wallonne, elle ne fait pas partie des sept athlètes qui se détachent dans la côte de Cherave. Elle rattrape cependant les dernières du groupe d'échappée dans le mur de Huy et finit septième,.
Sur le Tour de Thuringe, Emma Johansson se classe deuxième du sprint massif de la troisième étape derrière Marianne Vos. Elle est cinquième de la sixième étape. Au classement général final, elle est neuvième. Elle remporte néanmoins le classement de la meilleure grimpeuse.

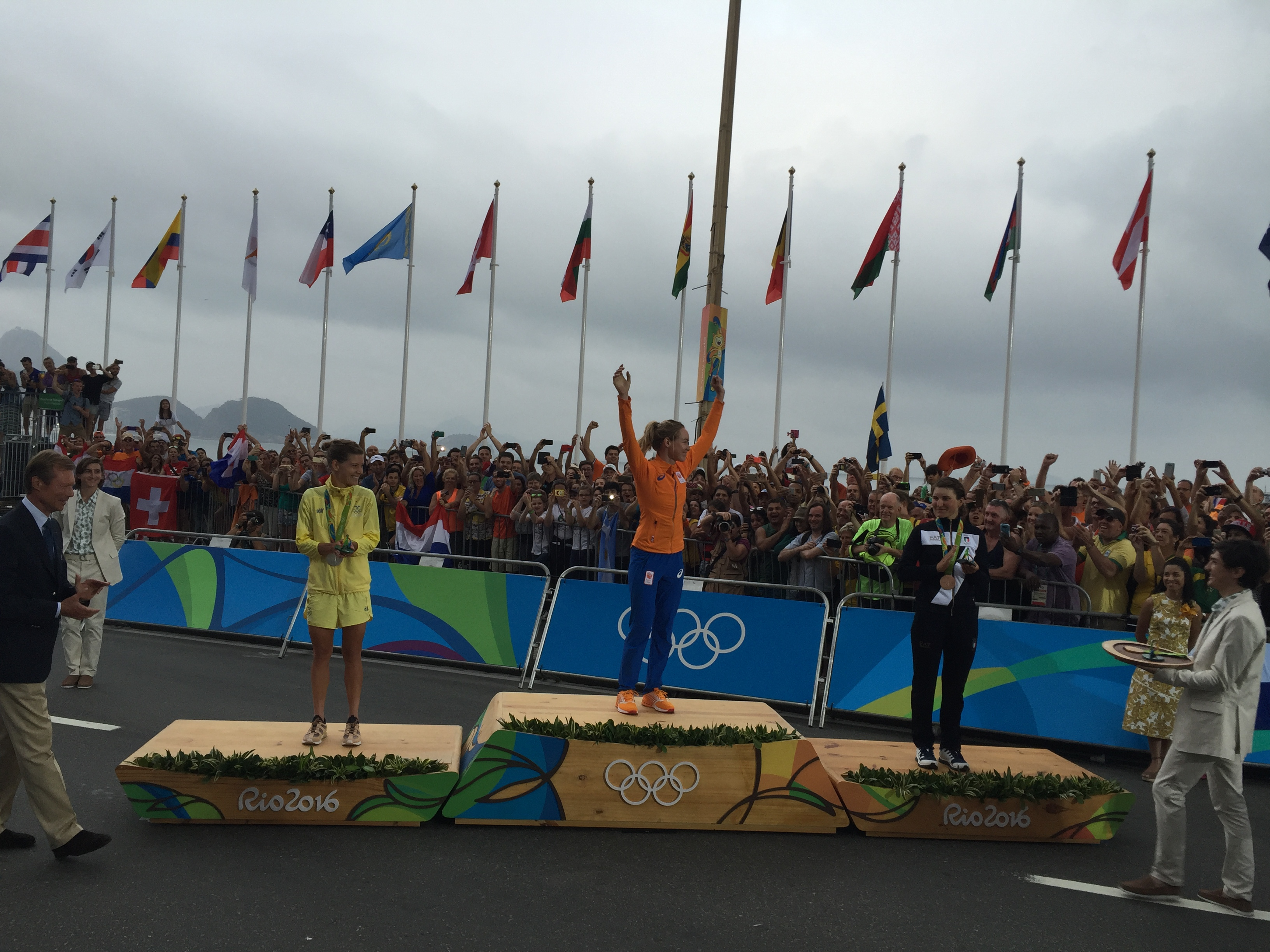
Podium de la course en ligne olympique

Lors de la course en ligne olympique, elle ne parvient pas à suivre le rythme imprimé par Mara Abbott dans l'ascension de la Vista Chinesa, sans pour autant être véritablement distancé. À mi-côte, elles ne sont plus que quatre en tête : Elisa Longo Borghini, Mara Abbott, Anna van der Breggen et Annemiek van Vleuten. Emma Johansson est quelques mètres derrière. Jouant le surnombre, Annemiek van Vleuten attaque sur un replat. Mara Abbott est la seule à suivre. Elle tente de décrocher la Néerlandaise sans succès. Au sommet, Annemiek van Vleuten et Mara Abbott comptent vingt-deux secondes d'avance sur  Elisa Longo Borghini, Anna van der Breggen et Emma Johansson. Annemiek van Vleuten mène la descente et distance rapidement Mara Abbott qui se montre très prudente. Dans un virage, la Néerlandaise perd le contrôle de son vélo et tombe sur une des énormes bordures de béton longeant la route. Mara Abbott est donc seule en tête à la fin de la descente et possède trente-huit secondes d'avance sur ses poursuivantes. Celles-ci coopèrent, en partie pour revenir sur l'Américaine, et en partie pour éviter un retour du groupe de Lizzie Armitstead qui les talonne. Finalement, Elisa Longo Borghini, Anna van der Breggen et Emma Johansson rejoignent Mara Abbott dans les ultimes mètres de l'épreuve. Anna van der Breggen lance le sprint et distance Emma Johansson. La Suédoise obtient donc la médaille d'argent.

### 2017
Emma Johansson reste dans l'équipe Wiggle High5. Il est cependant prévu qu'elle ne court plus et intègre l'encadrement.

## Palmarès sur route

### Par années
| - 2005 - Championne de Suède du contre-la-montre - 2007 - Championne de Suède du contre-la-montre - 2e du Grand Prix de la ville de Roulers - 5e du championnat du monde sur route - 2008 - Championne de Suède du contre-la-montre - Médaillée d'argent de la course en ligne aux Jeux olympiques de Pékin - Trophée d'Or - Classement général - 5e étape - 2e du championnat de Suède sur route - 3e du Circuit Het Nieuwsblad - 4e du championnat du monde sur route - 7e du Trofeo Alfredo Binda-Comune di Cittiglio - 9e du Tour des Flandres - 10e du Tour de Berne - 10e du Grand Prix de Plouay - 2009 - Univé Tour de Drenthe - 5e étape du Tour de Thuringe - 6e étape du Holland Ladies Tour - 2e de la Coupe du monde - 2e du Trofeo Alfredo Binda-Comune di Cittiglio - 2e du GP Costa Etrusca-Gran Premio Comuni di Riparbella-Montescudaio - 2e de la Flèche wallonne - 2e de la Coupe du monde cycliste féminine de Montréal - 3e du championnat de Suède du contre-la-montre - 3e du GP Costa Etrusca-Giro dei comuni Castellina M.MA-Santa Luce - 3e du Tour des Flandres - 3e du Novilon Eurocup Ronde van Drenthe - 3e de la Ronde van Gelderland - 3e de Durango-Durango Emakumeen Saria - 3e de la course en ligne de l'Open de Suède Vårgårda - 3e de l'Holland Hills Classic - 3e du Grand Prix de Plouay - 3e du Trophée d'Or - 5e du Tour de Berne - 7e du contre-la-montre par équipes de l'Open de Suède Vårgårda - 2010 - Championne de Suède sur route - Circuit Het Nieuwsblad - Omloop van het Hageland - Grand Prix Mameranus - 1re étape du Tour de Thuringe - Trophée d'Or : - Classement général - 5e étape - 2e du championnat de Suède du contre-la-montre - 2e de la Coupe du monde - 2e du Drentse 8 van Dwingeloo - 2e de Durango-Durango Emakumeen Saria - Médaillée de bronze du championnat du monde sur route - 3e du Trofeo Alfredo Binda-Comune di Cittiglio - 3e de la Flèche wallonne - 3e du Tour de l'Aude - 3e de la course en ligne de l'Open de Suède Vårgårda - 3e du Grand Prix de Plouay - 4e du Tour des Flandres - 6e du GP de Valladolid - 7e du contre-la-montre par équipes de l'Open de Suède Vårgårda - 2011 - Championne de Suède sur route - Circuit Het Nieuwsblad - Omloop van het Hageland - Cholet-Pays de Loire - Grand Prix international de Dottignies - Tour de Thuringe : - Classement général - 2e étape - 3e étape du Tour du Trentin - 3eb étape de l'Iurreta-Emakumeen Bira - 6e étape du Trophée d'Or - 2e du championnat de Suède du contre-la-montre - 2e du Trofeo Alfredo Binda-Comune di Cittiglio - 2e de la Flèche wallonne - 2e du Grand Prix de la ville de Roulers - 2e de Durango-Durango Emakumeen Saria - 2e de l'Iurreta-Emakumeen Bira - 2e du Tour du Trentin - 2e du Profile Ladies Tour - 3e de la Coupe du monde - 3e du Grand Prix de la Ville de Valladolid - 3e du Drentse 8 van Dwingeloo - 3e du Grand Prix Elsy Jacobs - 3e du Grand Prix Nicolas Frantz - 4e du Tour des Flandres - 7e du Tour d'Italie - 7e du contre-la-montre par équipes de l'Open de Suède Vårgårda - 9e du Tour de Drenthe - 10e de la course en ligne de l'Open de Suède Vårgårda - 10e du Grand Prix de Plouay - 2012 - Championne de Suède du contre-la-montre - Championne de Suède sur route - Tour de Free State : - Classement général - 3e étape - 9e étape du Tour d'Italie - 2e du Grand Prix international de Dottignies - 2e de Halle-Buizingen - 2e de l'Emakumeen Euskal Bira - 3e de la Coupe du monde - 3e du Tour de Drenthe - 3e du Tour de Thuringe - 5e du Trofeo Alfredo Binda-Comune di Cittiglio - 5e du Tour d'Italie - 6e de la course en ligne des Jeux olympiques de Londres - 6e de la course en ligne de l'Open de Suède Vårgårda - 9e du championnat du monde sur route - 9e de la Flèche wallonne | - 2013 - Championne de Suède du contre-la-montre - Championne de Suède de cyclo-cross - Cholet-Pays de Loire - Gooik-Geraardsbergen-Gooik - Emakumeen Euskal Bira : - Classement général - 2e et 3e étapes (contre-la-montre) - Tour de Thuringe : - Classement général - 1re et 5e étapes - Prologue de la Route de France - Médaillée d'argent au championnat du monde sur route - 2e de la Coupe du monde - 2e du Trofeo Alfredo Binda-Comune di Cittiglio - 2e de Durango-Durango Emakumeen Saria - 2e du championnat de Suède sur route - 2e de la Route de France - 2e de la course en ligne de l'Open de Suède Vårgårda - 2e du Grand Prix de Plouay - Médaillée de bronze au championnat du monde du contre-la-montre par équipes - 3e du Circuit Het Nieuwsblad - 3e du Samyn des Dames - 3e de l'Omloop van het Hageland - 3e de Drentse 8 van Dwingeloo - 3e du Tour de Drenthe - 3e du Tour des Flandres - 3e du Grand Prix Elsy Jacobs - 3e du 7-Dorpenomloop van Aalburg - 3e du contre-la-montre par équipes de l'Open de Suède Vårgårda - 3e du Lotto Belisol Belgium Tour - 4e du Tour of Chongming Island World Cup - 5e de la Flèche wallonne - 10e du championnat du monde du contre-la-montre - 2014 - Championne de Suède sur route - Championne de Suède du contre-la-montre - Le Samyn des Dames - Cholet-Pays de Loire - Trofeo Alfredo Binda-Comune di Cittiglio - 1re étape du Women's Tour - Boels Rental Hills Classic - BeNe Ladies Tour : - Classement général - 2e étape secteur a (contre-la-montre) - 6e étape du Boels Ladies Tour - Médaillée d'argent au championnat du monde du contre-la-montre par équipes - 2e de la Coupe du monde - 2e du Circuit Het Nieuwsblad - 2e du Omloop van het Hageland - 2e du Women's Tour - 2e de Gooik-Geraardsbergen-Gooik - Médaillée de bronze du championnat du monde sur route - 3e du Novilon Euregio Cup - 3e du Tour des Flandres - 3e du 7-Dorpenomloop van Aalburg - 3e de Durango-Durango Emakumeen Saria - 4e du contre-la-montre par équipes de l'Open de Suède Vårgårda - 6e du Grand Prix de Plouay - 8e du Tour de Drenthe - 8e du Tour de Bochum - 10e du Tour d'Italie - 10e de la course en ligne de l'Open de Suède Vårgårda - 2015 - Championne de Suède sur route - Championne de Suède du contre-la-montre - Durango-Durango Emakumeen Saria - 2e et 4e étapes de l'Emakumeen Euskal Bira - Tour de Thuringe - Tour de Belgique - 2e de la Boels Rental Hills Classic - 2e du Grand Prix de Plouay - 3e du Samyn des Dames - 3e de l'Emakumeen Euskal Bira - 5e du championnat du monde sur route - 8e du Tour de Drenthe - 8e de la course en ligne de l'Open de Suède Vårgårda - 10e de la Flèche wallonne - 2016 - Championne de Suède sur route - Championne de Suède du contre-la-montre - Emakumeen Euskal Bira : - Classement général - 1re et 2e étapes - Médaillée d'argent de la course en ligne des Jeux olympiques - 2e du Tour des Flandres - 3e du Samyn des Dames - 3e des Strade Bianche - 3e de Durango-Durango Emakumeen Saria - 3e de Dwars door de Westhoek - 4e du Trofeo Alfredo Binda-Comune di Cittiglio - 7e de la Flèche wallonne - 8e du championnat d'Europe sur route - 8e du Tour de Californie - 8e du The Women's Tour - 9e de Gand-Wevelgem |

### Manches de Coupe du monde puis de World Tour
| Année | Tour des Flandres | La Flèche Wallonne Féminine | Grand Prix de Plouay | Trofeo Alfredo Binda Comune di Cittiglio | Ronde van Drenthe | Open de Suède Vårgårda | Coupe du monde cycliste féminine de Montréal | Grand Prix de la Ville de Valladolid |
| ----- | ----------------- | --------------------------- | -------------------- | ---------------------------------------- | ----------------- | ---------------------- | -------------------------------------------- | ------------------------------------ |
| 2008  | 9e                | 12e                         | 10e                  | 7e                                       | 23e               | 17e                    | DNS                                          | -                                    |
| 2009  | 3e                | 2e                          | 3e                   | 2e                                       | Vainqueur         | 3e                     | 2e                                           | -                                    |
| 2010  | 4e                | 3e                          | 3e                   | 3e                                       | 20e               | 3e                     | -                                            | 6e                                   |
| 2011  | 4e                | 2e                          | 10e                  | 2e                                       | 9e                | 10e                    | -                                            | 3e                                   |
| 2012  | 12e               | 9e                          | 21e                  | 5e                                       | 3e                | 6e                     | -                                            | -                                    |
| 2013  | 3e                | 5e                          | 2e                   | 2e                                       | 3e                | 2e                     | -                                            | -                                    |
| 2014  | 3e                | 11e                         | 6e                   | Vainqueur                                | 8e                | 10e                    | -                                            | -                                    |
| 2015  | 13e               | 10e                         | 2e                   | DNS                                      | 8e                | 8e                     | -                                            | -                                    |
| 2016  | 2e                | 7e                          | DNS                  | 4e                                       | 24e               | DNS                    | -                                            | -                                    |

DNS = pas au départ.

### Championnats
|  | Année                                  | 2002 | 2003 | 2004 | 2005 | 2006 | 2007 | 2008 | 2009 | 2010 | 2011 | 2012 | 2013 | 2014 | 2015 | 2016 |
|  | Championnats de Suède sur route        | -    | -    | 4e   | 7e   | 4e   | 6e   | 2e   | 5e   | 1re  | 1re  | 1re  | 2e   | 1re  | 1re  | 1re  |
|  | Championnats de Suède contre-la-montre | 5e   | -    | 6e   | 1re  | 4e   | 1re  | 1re  | 3e   | 2e   | 2e   | 1re  | 1re  | 1re  | 1re  | 1re  |
|  | Championnats du monde sur route        | -    | -    | -    | 100e | 63e  | 5e   | 4e   | 11e  | 3e   | 14e  | 9e   | 2e   | 3e   | 5e   | 49e  |
|  | Championnats du monde contre-la-montre | -    | -    | -    | -    | -    | 26e  | 14e  | -    | 11e  | 14e  | 12e  | 10e  | -    | 17e  | -    |

### Classements mondiaux
| Année          | 2003 | 2004 | 2005 | 2006 | 2007 | 2008 | 2009 | 2010 | 2011 | 2012 | 2013 | 2014 | 2015 | 2016 |
| Classement UCI | 237e | 204e | 281e | 132e | 25e  | 6e   | 3e   | 4e   | 2e   | 3e   | 1re  | 2e   | 4e   | 3e   |
| Coupe du monde | -    | -    | -    | 98e  | -    | 17e  | 2e   | 2e   | 3e   | 6e   | 2e   | 2e   | 12e  | -    |
| UCI World Tour | -    | -    | -    | -    | -    | -    | -    | -    | -    | -    | -    | -    | -    | 8e   |

### Grands tours

#### Tour de l'Aude
- 2008 : 13e[50].
- 2009 : 17e.
- 2010 : 3e.

#### Tour d'Italie
- 2006 : 47e[51]
- 2011 : 7e
- 2012 : 5e, vainqueur de la 9e étape.
- 2014 : 10e

## Palmarès en cyclo-cross
- 2013-2014
  -  Championne de Suède de cyclo-cross